# Snackpoint Eaters Limburg
Le Microz Eaters Limburg, ancien nom: Smoke Eaters, est un club de hockey sur glace de Geleen aux Pays-Bas. Il évolue en Eredivisie, l'élite néerlandaise.

## Historique
Le club est créé en 1968. Il évolue en Eredivisie.

## Palmarès
- Vainqueur de l'Eredivisie : 2012.
- Vainqueur de la Coupe des Pays-Bas : 1993.